# Famille Guadet
La famille Guadet, est une vieille famille de Saint-Émilion, qui semble s'être éteinte dans les années 1990.
Le plus célèbre de ses membres, Élie Guadet le Girondin, était déjà le descendant de maires et jurats, d'une famille connue dans l'Aquitaine, depuis le XVIe siècle.

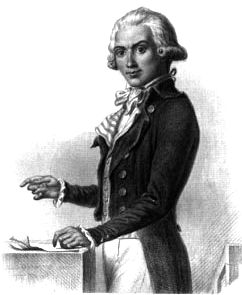
Elie Guadet

Notaires ou avocats, ils étaient aussi des bourgeois propriétaires de vignes des mieux situées (domaine saint-julien et domaine Grâce-dieu).

## Joseph Guadet, un historien au service de la famille
L'historien de la famille, Joseph Guadet, aura à cœur, au XIXe siècle, de restaurer l'histoire et faire connaître la vie tant de Saint-Émilion que de ses ancêtres et de leurs amis girondins. Les alliances, Azaïs, Marie, Carnot, le rôle de Julien et Paul ne permettaient pas de prévoir l'extinction des derniers représentants dans l'indifférence, en banlieue parisienne, à Coulommiers.
Joseph Guadet épouse Élisabeth Julie, la fille du philosophe Pierre Hyacinthe Azaïs et la petite-fille du musicien Hyacinthe Azaïs.

## Ascendance de Joseph Guadet
- Son père est Jean Julien Guadet, dit Saint Julien (Saint-Émilion 1757-1823), qui fut maire de Saint-Émilion après son retour de Saint-Domingue en 1795 où il avait été missionné en juillet 1792.
- son oncle, Élie Guadet, est le député girondin qui a épousé Marie Dupeyrat ; la sœur de cette dernière, Marie-Thérèse Marinette, mariée à François Bouquet, a hébergé les proscrits et est condamnée à mort avec eux en 1794.
- son oncle, Jean Baptiste Saint-Brice Guadet, est aussi condamné à mort en 1794 à Bordeaux.

## Descendance de Joseph Guadet et Élisabeth Azaïs
- Hyacinthe Azaïs Guadet (Paris 9 novembre 1832 - 4 mai 1915), ancien receveur des finances, a adressé à l'académie de Bordeaux plusieurs travaux littéraires ; marié à Berthe Menier
- Julien Guadet (1834-1908), architecte professeur à l'école des Beaux-Arts. Épouse Élisabeth Olympe Marie (fille du ministre Thomas Marie en 1848) dont :
  - Paul Guadet (1873-1931), architecte, professeur à l'école des Beaux-Arts.
  - Émile Guadet[6] (1874 - 1950), polytechnicien, directeur de la Revue d'optique
  - Madeleine Guadet (1876-1965), épouse en 1910 Paul Carnot (1869-1957), neveu de Sadi Carnot, arrière-petit-fils de Lazare Carnot, médecin avenue Élisée-Reclus
  - Azaïs Guadet ;
  - Joseph Guadet ;
  - Jules Azaïs Guadet, architecte à Coulommiers. Marié à Marie Anne Marmottin, fille de Jules Marmottin (1843-1904); ils auront trois fils Michel-Jules, Jean et André (mort pour la France à Compiègne en 1940).
  - Julien Paul Marie Guadet[7], né le 18 juin 1886 à Paris (5e arrondissement), mort le 8 octobre 1960 à Biskra, élève de l'école normale supérieure, professeur de mathématiques au lycée de Pontivy en 1910[8], et Hoche de Versailles. Secrétaire en 1932 de la fédération espérantiste universitaire. Résistant du réseau Ceux de la Libération sous le nom de Hyacinthe Azaïs, fut délégué à l'Assemblée provisoire d'Alger[9].